# Pésics
Els pésics (llatí: Pesicoe) eren una fracció dels asturs transmontans d'origen cèltic. El territori dels pésics ocupava el sector centre-occidental del litoral asturià: des de la base oriental del Cap de Peñas, fins al límit occidental de Valdés i per l'interior fins a les crestes de la Serralada Cantàbrica ocupant, també, el marge esquerre del Nalón.
En textos d'èpoques posteriors, segle iv i segle vii, es parla dels pésics com habitants de la vall del Narcea. Aquesta reducció del seu territori podria ser explicada per l'origen del nom d'aquest poble (paesici del llatí pasco = pasturar) que podria significar "pastors". Aquest poble es dedicaria a un pasturatge transhumant a l'estil d'alguns ramaders alpins o escandinaus i en la península entre els vaqueiros de alzada asturians. Si això fora així, l'avanç de les terres de cultiu i de la propietat privada, propiciades pels romans, empenyerien als pésics cap als ports de muntanya.

## Història
La parròquia asturiana de Pravia és considerada com la Flavium Avia que nomena Vespasià i que va ser capital dels pésics. El rei Silo (sisè rei de la monarquia asturiana, mort en 783) era d'origen pésic i es creu que va poder ser aquest un dels motius que va tenir per a traslladar la capital des de Cangues d'Onís a Pravia.